# MV Agusta 125 Motore Lungo
MV Agusta 125 Motore Lungo (dlouhý motor) byl lehký dvoutaktní motocykl o objemu 125 ccm vyráběný v letech 1950 až 1953 italským výrobcem motocyklů MV Agusta . 